# Ohába (Hunyad megye)
Ohába románul: Ohaba, falu Romániában, Erdélyben, Hunyad megyében.

## Fekvése
Marosillyétől délnyugatra, a Facsádi úton fekvő település.

## Története
Ohába nevét 1472-ben említette először oklevél p. Ohaba, Ohoba néven.
A trianoni békeszerződés előtt Hunyad vármegye Marosillyei járásához tartozott.
1910-ben 364 lakosából 353 román volt. Ebből 365 görögkeleti ortodox volt.